# باوليستا (بارايبا)
باوليستا (بالبرتغالية: Paulista) هي مدينة وبلدية واقعة في بارايبا بشمال شرق البرازيل. وهي تقع ضمن نطاق إقليم اغريستا باريبانو بمعتمدية كوريماتو الغربية وعلى بعد 524 كيلومترا من عاصمة الولاية جواو بيسوا. وهي تقع في أعالي سهل بوربوريما وعلى ارتفاع 590 متر فوق مستوى سطح البحر.